# Croupier
En croupier er en person, der er udnævnt ved et spillebord til at hjælpe i udførelsen af spillet, især i fordelingen af indsatser og udbetalinger. Croupiers er typisk ansat af kasinoer.
 Der er for få eller ingen kildehenvisninger i denne artikel, hvilket er et problem. Du kan hjælpe ved at angive troværdige kilder til de påstande, som fremføres i artiklen.

| Job | Spire Denne artikel om et job eller en stillingsbetegnelse er en spire som bør udbygges. Du er velkommen til at hjælpe Wikipedia ved at udvide den. |